# 石瑞琦
石瑞琦（1956年6月19日—），中華民國外交官、政府官員。畢業於中央警察大學公共安全學系學士、西雅圖太平洋大學企業管理所碩士，曾任行政院長孫運璿座車隨扈警官、駐格瑞那達大使館一等秘書、駐奧克蘭臺北經濟文化辦事處長、外交部亞東太平洋司副司長、外交部非政府組織國際事務會副主任委員、外交部新聞文化司長兼外交部發言人、駐南非共和國臺北聯絡代表處代表、駐甘比亞大使、外交部禮賓處長、駐越南臺北經濟文化辦事處大使銜代表等職務。

## 職業生涯
2003年3月19日，中華民國外交部表示，外交部發言人石瑞琦18日有關希望伊拉克總統海珊父子出亡的談話，並非中華民國政府立場，亦非呼應美國要求海珊父子限期出亡的政策。外交部重申支持全球反恐活動，願意配合國際人道救援作出貢獻以及堅決維護亞太及台海局勢穩定的立場。
2013年11月14日，甘比亞與中華民國斷交，外交部派出有「甘比亞通」之稱的前駐甘比亞大使石瑞琦與國際合作發展基金會秘書長陶文隆緊急前往斡旋。17日，與甘比亞副總統賈莎迪、總統府秘書長、外交部副政務次長等高層會面。18日，在確認是總統賈梅的個人意願且沒有轉圜空間後，中華民國決定斷交。